# Royal Irish Academy of Music
La Royal Irish Academy of Music (Ceol Acadamh Ríoga na hÉireann, RIAM) est un conservatoire de Dublin, spécialisé dans la musique classique et la harpe celtique.

## Historique
Fondé en 1848, il compte parmi les plus vieux conservatoires d'Europe.

## Anciens élèves
- Edith Best (1865-1950)
- Eileen Reid (1894-1981)